# التاورا الشابیاه
ال-تاورا ال-شابیاه یک منطقهٔ مسکونی در لیبی است که در بنغازی واقع شده‌است.